# Лендзіни
Лендзіни (пол. Lędziny, нім. Lendzin) — місто в південній Польщі, на Сілезькій височині.
Належить до Берунсько-Лендзінського повіту Сілезького воєводства.

## Географія
У місті бере початок річка Потік Голавецький.

## Демографія
Демографічна структура станом на 31 березня 2011 року:
|          | Загалом | Допрацездатний вік | Працездатний вік | Постпрацездатний вік |
| -------- | ------- | ------------------ | ---------------- | -------------------- |
| Чоловіки | 8177    | 1584               | 5848             | 745                  |
| Жінки    | 8249    | 1546               | 5202             | 1501                 |
| Разом    | 16426   | 3130               | 11050            | 2246                 |